# Вольф, Кессиди
Кессиди Мария Вольф (англ. Cassidy Wolf; род. 5 июля, 1994 года) — американская модель и победительница Юная мисс США 2013.

## Конкурс красоты
Посещая Great Oak High School в Темекьюле, стала Miss Greater San Diego Teen USA. Также стала победительница Юная мисс Калифорния в 2013 году и затем становится Юная мисс США 2013. Последний конкурс проходил в Нассау, столице Багамских островов. Стала 31-й победительницей конкурса красоты Юная мисс США. В 2012 году стала 1-й Вице Мисс Юная мисс Калифорния.

## Жертва секстортиона
Стала жертвой секстортиона после того, как был взломан аккаунт и личные фотографии были использованы в шантаже. Специалисты из ФБР провели расследование после того, как Кессиди Вольф сообщила о письме с угрозой и потребовала "особого поиска" хакера. Она подозревала в преступлении своего бывшего одноклассника, Джареда Джеймса Абрахамса. 26 сентября 2013 года предполагаемый преступник сдался агентам ФБР в округе Орандж. В ноябре 2013 года Абрахамс признал себя виновным во взломе более чем 100-150 аккаунтов женщин и установке вредоносной программы Blackshades Remote Access Tool на их компьютер в целях получения изображений и видеоролики с обнажённой натурой. Одной из его жертв стала 14-летняя девушка-подросток. 18 марта 2014 года был приговорён к 18 месяцам в федеральной тюрьме.